# Krautite
La krautite è un minerale appartenente al gruppo della krautite.